# Pays d'Aix Venelles Volley-Ball 2015-2016
Questa voce raccoglie le informazioni riguardanti il Pays d'Aix Venelles Volley-Ball nelle competizioni ufficiali della stagione 2015-2016.

## Organigramma societario
Area direttiva
- Presidente: Bernard Soulas
- Vicepresidente: Philippe Verdu
- Segreteria generale: Denise Legrand
- Consiglieri: Jean Pierre Deguines, Catherine Tissandier, Michel Bianco

Area organizzativa
- Tesoriere: Dominique Martinez

Area tecnica
- Allenatore: André Felix
- Allenatore in seconda: Lionel Bonnaure

Area sanitaria
- Medico: Jean Pierre Cervetti
- Fisioterapista: Stéphane Tallour
- Preparatore atletico: Amélie Tessir

## Rosa
| N° | Nome               | Ruolo | Data di nascita  | Nazionalità sportiva |
| -- | ------------------ | ----- | ---------------- | -------------------- |
| 1  | Soňa Mikysková     | S/O   | 2 maggio 1989    | Rep. Ceca            |
| 2  | Tamara Matos       | C     | 19 luglio 1985   | Brasile              |
| 3  | Elena Chimisanas   | S/O   | 25 maggio 1993   | Francia              |
| 4  | Emeline Hoebanx    | P     | 23 gennaio 1997  | Francia              |
| 5  | Valentina Založnik | C     | 5 aprile 1992    | Slovenia             |
| 6  | Camille Crousillat | S     | 23 marzo 1990    | Francia              |
| 7  | Marie-Sara Sicard  | P     | 25 novembre 1994 | Francia              |
| 8  | Anja Zdovc         | S     | 24 agosto 1987   | Slovenia             |
| 9  | Ludmilla da Silva  | S     | 19 ottobre 1984  | Brasile              |
| 11 | Alice Wolter       | S     | 2 novembre 1999  | Francia              |
| 12 | Chloé Melis        | C     | 23 luglio 1999   | Francia              |
| 13 | Delphine Seban     | S     | 24 marzo 1996    | Francia              |
| 14 | Valeria Caracuta   | P     | 14 dicembre 1987 | Italia               |
| 16 | Laura Ong          | L     | 30 aprile 1989   | Francia              |
| 17 | Lydia Oulmou       | C     | 2 febbraio 1986  | Algeria              |